# Замошье (Осьминское сельское поселение)
Замошье — деревня в Осьминском сельском поселении Лужского района Ленинградской области.

## История
Впервые упоминается в писцовых книгах Шелонской пятины 1498 года, как деревня Замошье к югу от озера Самро в Сумерском погосте Новгородского уезда.
Деревня Замошье обозначена на карте Санкт-Петербургской губернии Ф. Ф. Шуберта 1834 года.

ЗАМОШЬЕ — деревня принадлежит её величеству, число жителей по ревизии: 46 м. п., 51 ж. п. (1838 год)

Деревня Замошье отмечена на карте профессора С. С. Куторги 1852 года.

ЗАМОШЬЕ — деревня Гдовского её величества имения, по просёлочной дороге, число дворов — 16, число душ — 53 м. п. (1856 год)

ЗАМОШЬЕ — деревня удельная при колодце, число дворов — 16, число жителей: 52 м. п., 68 ж. п. (1862 год)

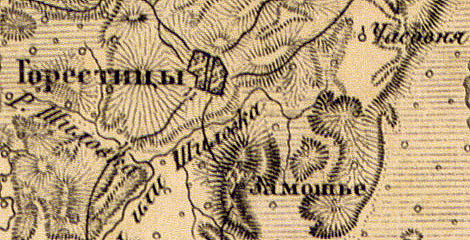
Деревня Замошье на карте 1863 года

В XIX — начале XX века село административно относилось к Старопольской волости 2-го земского участка 1-го стана Гдовского уезда Санкт-Петербургской губернии.
По данным «Памятной книжки Санкт-Петербургской губернии» за 1905 год деревня Замошье образовывала Замошское сельское общество.
С 1917 по 1919 год деревня Замошье входила в состав Осьминской волости Гдовского уезда.
С 1920 года, в составе Самровской волости.
С 1922 года, в составе Горестицкого сельсовета Осьминской волости Кингисеппского уезда.
С 1924 года, в составе Самровского сельсовета.

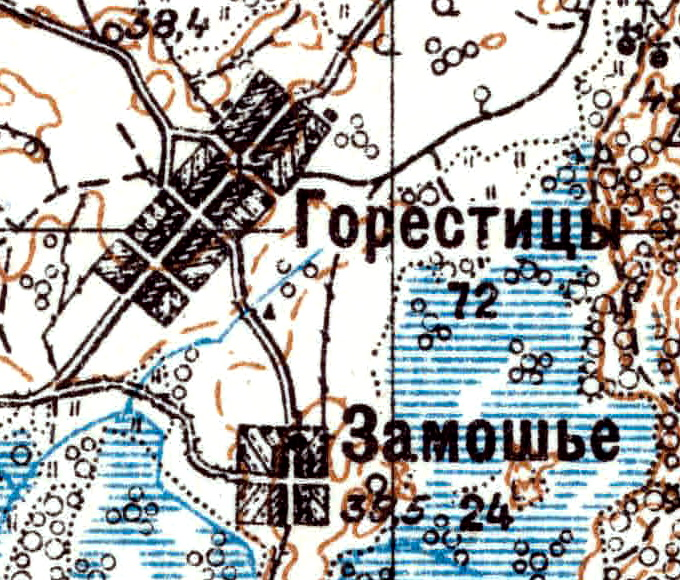
Деревня Замошье карте 1926 года

Согласно топографической карте 1926 года деревня насчитывала 24 крестьянских двора. В центре деревни находилась часовня.
С 1927 года, в составе Осьминского района.
В 1928 году население деревни Замошье составляло 150 человек.
По данным 1933 года деревня Замошье входила в состав Самровского сельсовета Осьминского района.
C 1 августа 1941 года по 31 января 1944 года деревня находилась в оккупации.
С 1961 года, в составе Сланцевского района.
С 1963 года, в составе Рельского сельсовета Лужского района.
В 1965 году население деревни Замошье составляло 10 человек.
По данным 1966, 1973 и 1990 годов деревня Замошье также входила в состав Рельского сельсовета Лужского района.
По данным 1997 года в деревне Замошье Рельской волости проживали 7 человек, в 2002 году — 11 человек (все русские).
В 2007 году в деревне Замошье Осьминского СП проживал 1 человек.

## География
Деревня расположена в западной части района на автодороге 41К-020 (Сижно — Осьмино).
Расстояние до административного центра поселения — 24 км.
Расстояние до ближайшей железнодорожной станции Молосковицы — 75 км.
Близ деревни находится исток реки Прудовка.

## Демография
| 1838 | 1862 | 1928 | 1965 | 1997 | 2007 | 2010 |
| ---- | ---- | ---- | ---- | ---- | ---- | ---- |
| 97   | ↗120 | ↗150 | ↘10  | ↘7   | ↘1   | ↗3   |
| 2017 |      |      |      |      |      |      |
| ↘1   |      |      |      |      |      |      |

## Улицы
Моховая.